# Víctor de Zubizarreta i Arana
Víctor de Zubizarreta i Arana (Bilbao, 1899 - Idem., 13 de novembre, 1970), fou organista, compositor, pedagog i director d'orquestra i cors.
Comença els seus estudis de solfeig amb Felipe Arando i de piano amb Amadeo Baldor, a qui substitueix -amb 12 anys- a l'òrgan de la bilbaïna parròquia de Sant Nicolau. Posteriorment cursa harmonia amb Sainz Basabe i orgue amb Jesús Guridi. Es gradua al Conservatori de Madrid, on té per mestres Bernardo Gabiola i Pedro Fontanilla. Estudia més tard a París amb Vincent d'Indy (1916) i a Roma, on estableix relació amb Lorenzo Perosi, director de la Capella Sixtina.
En tornar, comença a donar recitals d'orgue a Donostia, Vitòria, Madrid, Valladolid i Sevilla. Paral·lelament, inicia la tasca pedagògica i de foment musical. El 1926 funda a la capital biscaïna la Schola Cantorum Santa Cecília. El 1937 guanya la plaça d'organista titular de la basílica de Begonya que exercirà fins a la seva mort; va ser així mateix organista de la capella de la Universitat de Deusto. Entre el 1949, any en què succeeix Sainz Basabe, fins al 1970, és director del Conservatori Juan Crisóstomo de Arriaga.
Compositor de peces per a piano, orgue i gènere popular basc, així com de música religiosa. Destaquen Rapsòdia Basca, Aquarel·les bilbaïnes, Tres Preludis Bascos, Preludi Basc per a piano i Fantasia Basca. El 1931 estrena a Bilbao i Madrid el ballet basc en tres actes Kardin, amb llibre de Manu de La Sota i coreografia de Víctor d'Olaeta. De la seva producció coral sobresurten Ama begira zazu, Erriko pesta, Agur ene maitia o Mendiko negarra. Així mateix, va compondre peces i harmonitzacions per a txistu, com ara Aurresku, Zortziko, Euzkal Soriva, Contrapas o Biribilketa. Peces líriques són l'opereta Melania i la sarsuela Blancaneus. Representatives de l'obra instrumental són la Sonata per a violí i piano, In Memoriam, dedicada a Arriaga i el Quartet per a instruments de corda. De la monja, Missa de Santa Cecília, Salve Regina i Ave Maria.